# ルミエールセンター
ルミエールセンターは、愛知県津島市に所在する、昔の長屋を改装して作られた複数の店舗がある空間である。2020年度には、つしま夢まちづくり提案事業としてトンネルギャラリー化計画が行われた。

## 概要
ルミエール実験住宅からスタート。愛知県津島市宝町の300坪の敷地に建つ築80年の長屋、戸建て、集会所の建物群。かつては津島の地場産業、毛織物工業の女工たちの寮として使われていた。集会所は、若くして働きに出た彼女たちの勉強の場として開かれていた。
現在の家主の水谷孝三がこの建物群を相続したことをきっかけに再生・利活用のプロジェクトがスタート。2014年当初、お金を掛けずに改修するため、さまざまな方法を模索する。そのうちに都内で知り合った若者たちと改修をプランニングする。これが空村へと発展。建築家やまちづくりプランナー、芸術家など参加者が集まり、話題のプロジェクトへと進展する。しかし計画が進むうちに、水谷の当初の願い「お金を掛けずに誰でも改修できる」というコンセプトとかけ離れてしまい空村プロジェクトは解散。 
それをきっかけに水谷は、自らの知見を総動員して、当初の願いに立ち帰り改修することを決意。その想いに賛同した芸術家夫婦「檻之汰鷲」が参加。 
水谷は、京都大学で建築、橋梁の耐震設計を学び、アメリカの大学院で建築資材の開発技術で博士号を取得しており、その知見から驚くべきいくつものD.I.Y工法を発明。まったくの建築素人だった檻之汰鷲夫妻は、水谷の指導のもと、これらのD.I.Y工法を学ぶ。この経緯は、檻之汰鷲の書籍「漂流夫妻空き家暮らしで野生に帰る-生きるための芸術2」に詳しく書かれている。  
この一連の改修プロジェクトの過程で水谷は「閉塞的な時代に一筋の光をもたらす」という意味を込めて「ルミエール」と命名。  
檻之汰鷲が改修した部屋とルミエール建物群、津島市の空き家を活用したアートプロジェクトを地域内外のアーティスト、地元の人たちの協力のもと開催。 
このとき、改修された部屋に足を踏み入れた中野夫妻は「この空間に入ったとたん優しいものに包まれ、直感で私、ここにいたい」と感じ、ここを店にするために入居することにした。現在、癒やし系爬虫類グッズの隠れ家的な人気ショップ（たんぽぽ屋）として運営している。
ルミエールセンターの中にはTrespacio Hallというホールがあり、現在は、ミュージックグループの音物語が音物語劇場として活発な公演活動を行っている。

## 関係者
- 音物語：「物語と音楽の融合で、より楽しく豊かな未来を切り開く」をモットーに、表現を通して命の尊さを感じ、人々が勇気をも   って自分らしく生きぬける世界を作っているミュージックグループ。愛知県津島市に劇場を構え、東海三県を中心に、実話をもとにしたお話と、生演奏と歌のステージで「生き抜く力」に繋がる作品を創作し、公演を行っている[4]。

- 檻之汰鷲：2002年、結婚を機に夫婦でアート活動を始める。この時代に世界中の人が何を考え生きているのか知るために2013年6月より、スペイン、イタリア、ザンビア、エジプト、モロッコの5か国に滞在。旅しながらアート作品を発表。そこでの体験からモチーフを見つけ、そこにある材料で作品を作る。また「芸術は、生きる技術である」というテーマで、日々の暮らしから技術や知恵を採取し、ペインティング、コラージュ、フィギュア、インスタレーション、テキストなど様々なスタイルで作品を発表している。